# Máximo Merlo
Máximo Merlo fou un compositor espanyol que vivia les últimes dècades del segle xviii vivia a Madrid, on cultivava la composició de peces de gènere espanyol més en voga llavors per a guitarra i clave, apareixent anunciat diverses vegades en la Gaceta de Madrid. Seis contradanzas per a guitarra i baixos, les Seguidillas, i el Ay de la Habana i altres diverses obres ho testifiquen. L'època del seu floriment llisca entre 1784 i 1800.